# Maschʾabbe Sade
Maschʾabbe Sade (hebräisch מַשְׁאַבֵּי שָׂדֶה Maschʾabbej Sadeh, deutsch ‚Hilfsquellen Sadehs‘, wörtlich auch ‚Feldtränken‘; englisch Mashʾabei Sadeh) ist ein Kibbuz in Israel. Er liegt in der Negev-Wüste 25 Kilometer südlich von Beʾer Scheva. 2018 hatte er 461 Bewohner und gehört zum Regionalverband Ramat haNegev.

## Geschichte
Der Kibbuz wurde 1947 in den Elusa-Dünen gegründet und hieß ursprünglich Maschʾabbim (מַשְׁאַבִּים ‚Tränken‘, im übertragenen Sinne auch ‚Hilfsquellen, Mittel, Ressourcen‘). Während des Palästinakrieges 1948 wurde der Kibbuz von der Ägyptischen Armee angegriffen, jedoch nicht eingenommen. Nach Kriegsende siedelte der Kibbuz zu seinem heutigen Standort ca. 20 km südöstlich um und wurde umbenannt in Maschʾabbe Sade zu Ehren des 1952 verstorbenen Jitzchak Sadeh, dem früheren Oberkommandierenden des paramilitärischen Palmach.

## Wirtschaft
Die Landwirtschaft (Feldfrüchte, Geflügel und Milchprodukte) nutzt zur Bewässerung das in der Negev-Wüste vorhandene Brackwasser. In letzter Zeit wurde eine Krabbenzucht in Salzwasser mithilfe von Aquakultur-Verfahren aufgebaut. Es ist auch der einzige Kibbuz, in dem der aus Australien stammende Fisch Barramundi gezüchtet wird. Der Kibbuz betreibt auch eine Fabrik für Kugelventile und Leitungen aus Messing und unterhält ein Gästehaus.